# Al-Hasan ibn Sahl
Al-Hasan ibn Sahl (arabisch الحسن بن سهل; geb. im 8. Jahrhundert, gest. 850/51) war ein abbasidischer Beamter und Gouverneur des Irak unter dem Kalifen al-Ma'mun (reg. 813–833) während der Vierten Fitna.

## Leben
Al-Hasans Vater war ein iranischer Zoroastrier, der zum Islam konvertierte. Zusammen mit seinem Bruder, dem späteren Wesir al-Fadl ibn Sahl, trat al-Hasan in der Regierungszeit von Harun al-Raschid (reg. 786–809) in den Dienst des Barmakiden al-Fadl ibn Yahya. Während des Bürgerkriegs der Vierten Fitna gegen Ma'muns Halbbruder al-Amin (reg. 808–813) wurde er mit der Aufsicht über das Landsteueramt betraut.
Nachdem Ma'muns Truppen die Kalifenhauptstadt Bagdad erobert hatten, wurde Hasan nach Westen geschickt, um die Herrschaft über den Irak zu übernehmen, während Ma'mun und Fadl in Marv blieben. Anfang 815 brach in Kufa der Aufstand der Zaydi-Aliden unter Ibn Tabataba und Abu'l-Saraya aus und breitete sich rasch im Südirak aus. Hasan erwies sich als unfähig, dem entgegenzutreten, und die Rebellen bedrohten sogar Bagdad, bevor das Eingreifen des fähigen Generals Harthama ibn A'yan zur Niederschlagung der Revolte führte.  Die Beherrschung des Kalifats durch Fadl und die Khurasanis um ihn herum rief jedoch großen Widerstand in der alteingesessenen arabischen Aristokratie hervor, die al-Ma'mun riet, ihn stattdessen durch einen arabischen Statthalter zu ersetzen. Die Feindseligkeit zwischen al-Hasan und der arabischen Aristokratie spiegelt sich in dem Slogan wider: „Wir werden den Zoroastrier, Sohn des Zoroastriers al-Hasan b. Sahl, nicht akzeptieren und ihn vertreiben, bis er nach Khurasan zurückkehrt“. Hasan ibn Sahl war gezwungen, die Stadt zu verlassen, in der sich verschiedene Fraktionsführer die Macht teilten. Ein Jahr später wurde sein Bruder al-Fadl ermordet. Möglicherweise von derselben Partei. Im Juli 817, als die Nachricht die Stadt erreichte, dass Ma'mun einen Aliden, Ali ibn Musa al-Rida, zu seinem Erben bestimmt hatte, ernannte die Stadt seinen Onkel, Ibrahim ibn al-Mahdi, zum Kalifen.
Nach der Ermordung Fadls im Jahr 818 und dem Einzug Ma'muns in Bagdad im Jahr 819 wurde erwartet, dass al-Hasan die Nachfolge seines Bruders als Wesir des Kalifats antreten würde, doch al-Hasan zog es, schockiert vom Tod Fadls, vor, sich aus der Politik zurückzuziehen und auf seine Ländereien in der Umgebung von Wasit zu gehen, wo er bis zu seinem Tod im Jahr 850/1 blieb. Im Jahr 825 verheiratete er jedoch seine Tochter Buran (807–884) mit Ma'mun und schenkte ihr als Mitgift den Palast von Qasr al-Hasani südlich von Bagdad, der von da an eine der Residenzen des Kalifats wurde.

## Rezeption
Al-Hasan ibn Sahl ist eine reale Figur in de Geschichten aus Tausendundeiner Nacht. Er erscheint in der Erzählung Al-Ma'mun und Chadidscha (ANE 71), die fiktiv von der ersten Begegnung seiner Tochter Buran mit al-Ma'mun berichtet.